# معركة دامسة

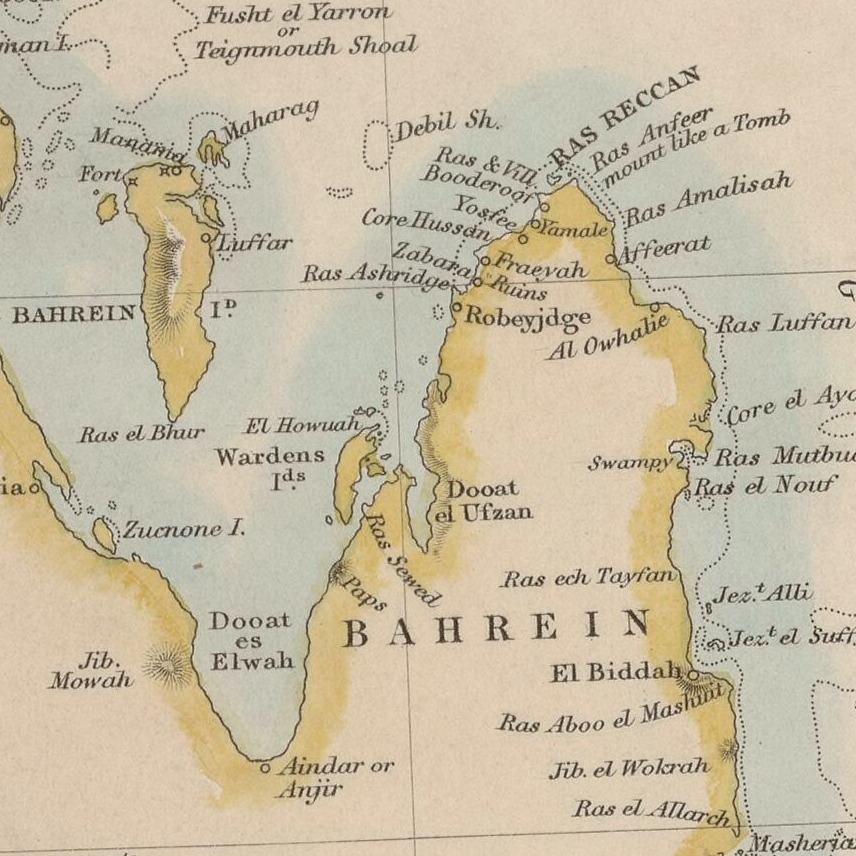

معركة دامسة نزاع مسلح جرى بين الخليفيين من أهل البحرين وأهل قطر في 7 من صفر عام 1284هـ والموفق لـ 9 من شهر يونيو عام 1867م. كانت هذه المعركة نتيجة تدحور العلاقة بين القطريين وحاكم البحرين الشيخ محمد بن خليفة، والذي كان قد بعث عليهم عاملا يحكم قطر. سبب هذه المعركة مقتل أكثر من 75 شخص وخسائر كثيرة وكانت المعركة ضمن سلسلة المعارك التي أدّت إلى انفصال قطر عن حكم البحرين.

## التسمية
جاءت تسمية معركة دامسة التي أصبحت عاملا من عوامل استقلال قطر من حكم الخليفيين البحرينيين من منطقة تسمى «دامسة». وهي منطقة تقع في البحر شرقي منطقة الحد بجزيرة المحرق على الخليج العربي. مؤخرا، سمي ثاني سفينة حربية قطرية من نوع F-102 الصادرة من إيطاليا باسم «دامسة» نسبة إلى موقع هذه المعركة.

## التاريخ

### سبب المعركة
بعد خروج أهل قطر عن طاعة عامل حاكم البحرين، بعث الشيخ قاسم بن ثاني ومن بقي من القطريين رسالة إلى حاكم رياض، فيصل ابن تركي يستنجدونه ضد الخليفيين في البحرين ويطلبون مساعدته. وصل الخبر إلى حاكم البحرين الشيخ محمد بن خليفة، وجعل يحشد الجيوش من شتى القبائل. فهم الشيخ محمد بن ثاني دون غيره من أهل قطر أنهم هو المقصدون بهذا الحشد فبادر بالذهاب إلى البحرين قاصدا حاكمها ليستعفوه عن كل ما جرى من إرساله للرسالة مطالبا عزل عامله في قطر وإعطائهم حق الإدارة الذاتية، وكذلك بعثه للرسالة إلى حاكم رياض. كل هذه في محاولة حقن دماء الأبرياء من الطرفين والعودة إلى العشي السلمي. صادف أن اعتقل الشيخ محمد بن ثاني ومنع من لقاء الحاكم محمد بن خليفة آل خليفة.
أثار اعتقال الشيخ محمد بن ثاني ومن ثم تسجينه غضب القطريين، وهاجوا وأجمعوا على الخروج إلى البحرين لفك أميرهم من السجن. وكان على رأس الثورة ناصر بن جبر أمير قبيلة النعيم. وخرج أهل قطر في سفنهم قاصدين البحرين وهم يرتجزون شعرا نبطيا:

### وقوع المعركة
فلما أقبل أهل قطر على البلدة، وجدوا جيوش البحرين قد استعدوا لهم في محل بحري يسمى «دامسة»، وعلى رأس الجيش أخو الحاكم الشيخ بن علي في أربعة وعشرين سفينة تحمل 500 رجل بالإضافة إلى 200 شخص في البر. كان ذلك في 7 من صفر سنة 1284هـ والموافق لـ 9 من يونيو عام 1867م. التقى الجمعان في هذه المنطقة البحرية ودارت بينهما معركة كبيرة حيث تشابكت السفن بعضها ببعض بكلاليب الحديد، وتراكمت على ظهر السفن الصفوف، واشتد الضرب بالسيف وسقط كثير من الضحايا حتى احمر ماء البحر من دماء الأبطال. وكانت المعركة شنيعة قتل فيها كثير من الطرفين. وانتهت بانكسار القطريين وعودتهم إلى مقرهم.
حدث أن أرسل حاكم البحرين أسطولاً شراعياً كبيرا إثر جيش القطريين المنكسر بهدف كسر شوكتهم في أرضهم. وقام الجيش بمحاصرة البلدة، وبعدها بدأ أهل قطر بالتراجع والفرار من الجيش فاقتحم الجيش أرض قطر بكل ما لديهم من القوة والبطش، فانفصلت فصيلة من جيش قطر وتوجهت نحو الساحل لتقطع عن الخليفيين خط الرجعة. ولما أدرك الخليفييون المكيدة، انسحبو نحو سفنهم ولكن الفصيلة القطرية لحقت بهم وتم اختطاف الشيخ علي من قبل القطريين. وانتهى الأمر بتبادل الأسيرين (الشيخ محمد بن ثاني زعيم القطريين والشيخ علي قائد جيش الخليفيين) بين البحرين وقطر. تعرف الحادثة الأخيرة وقعة الطويلة.